# Liste der österreichischen Botschafter beim Heiligen Stuhl
Dies ist eine Liste der österreichischen Botschafter beim Heiligen Stuhl in Rom, einschließlich der vormals habsburgischen und kaiserlichen Botschafter (seit 1492). Die österreichische Botschaft beim Heiligen Stuhl befindet sich in der Via Reno 9; der Amtsbereich des Botschafters umfasst neben dem Heiligen Stuhl auch den Malteserorden und die Republik San Marino.

## Geschichte
Der Kirchenstaat war vom 17. Mai 1809 bis 24. Mai 1817 von Frankreich annektiert. Durch die Schlussakte des Wiener Kongress von 1815 wurde er restauriert. 1856 wurde die österreichische Gesandtschaft zur Botschaft aufgewertet. Unter dem Vorwand gegen das Risorgimento vorzugehen, griffen 1860 Truppen des Königreich Sardinien den Kirchenstaat an und schlug dessen Truppen. In der Folge wurden die Legationen Bologna, Ferrara und Romagna später Umbrien sowie Marken durch das Königreich Sardinien annektiert.

## Missionschefs
Diese Liste enthält nur die ständigen Botschafter und Gesandten. Über die Jahrhunderte kamen zu wichtigen Verhandlungen oder Vertragsabschlüssen immer wieder kaiserliche Sondergesandte in die Ewige Stadt, die dann gegenüber dem ständigen Botschafter eine hervorgehobene Rolle einnahmen.
| Ernannt / Akkreditiert | Name                                                    | Bemerkungen | ernannt während der Regierung von | akkreditiert während der Amtszeit von | Posten verlassen |
| ---------------------- | ------------------------------------------------------- | --- | --------------------------------- | ------------------------------------- | ---------------- |
| 1492                   | Philibert Naturelli                                     | | Maximilian I.                     | Alexander VI.                         |                  |
|                        | Luca de Renaldis                                        | | Maximilian I.                     | Alexander VI.                         |                  |
|                        | Constantin Areniti                                      | | Maximilian I.                     | Pius III.                             |                  |
| Jan. 1510              | Alberto III Pio                                         | (* 23. Juli 1475; † 1531) fiel 1520 bei Karl V. in Ungnade, verlor in den italienischen Kriegen all seine Besitztümer und musste Rom bei der Plünderung der Stadt (1527) fluchtartig verlassen.               | Maximilian I.                     | Julius II.                            | 1520             |
|                        |                                                         | | Karl V.                           | Leo X.                                |                  |
| März 1691              | Anton Florian zu Liechtenstein                          | Der Einzug von Anton Florian zu Liechtenstein in den Palazzo Pontificio auf dem Quirinal im März 1691 wurde von Gomar Wouters 1692 graviert.                                                                  | Leopold I.                        | Innozenz XII.                         | 1691             |
| 1696                   | Georg Adam von Martinitz                                | | Eleonore Magdalene von der Pfalz  | Innozenz XII.                         | 1700             |
| 1700                   | Leopold Joseph von Lamberg                              | | Leopold I.                        | Clemens XI.                           | 1705             |
| 1714                   | Wolfgang Hannibal von Schrattenbach                     | | Karl VI.                          | Clemens XI.                           | 1719             |
| 13. Sep. 1719          | Francesco del Giudice                                   | (* 1647; † 1725) | Karl VI.                          | Clemens XI.                           | 13. Juli 1720    |
| 13. Juli 1720          | Michael Friedrich von Althann                           | | Karl VI.                          | Clemens XI.                           | 8. Mai 1722      |
| 8. Mai 1722            | Francisco Xavier Álvarez de Cienfuegos                  | | Karl VI.                          | Innozenz XIII.                        | 3. Sep. 1735     |
| 3. Sep. 1735           | Johann Philipp Harrach                                  | Gesandter | Karl VI.                          | Clemens XII.                          | 17. Dez. 1739    |
| 28. Dez. 1739          | Joseph Maria von Thun und Hohenstein                    | Gesandter | Karl VI.                          | Clemens XII.                          | 14. Nov. 1744    |
| 28. Nov. 1744          | Alessandro Albani                                       | | Maria Theresia                    | Benedikt XIV.                         | 21. März 1748    |
| 31. Dez. 1779          | Franziskus von Paula Herzan von Harras                  | | Maria Theresia                    | Pius VI.                              | 19. Feb. 1799    |
| 19. Feb. 1799          | –                                                       | | Franz II.                         | Pius VI.                              | 4. Apr. 1814     |
| 4. Apr. 1814           | Ludwig von Lebzeltern                                   | (* 20. Oktober 1774 in Lissabon; † 13. Januar 1854 in Neapel) | Franz II.                         | Pius VII.                             | 19. Apr. 1816    |
| 19. Apr. 1816          | –                                                       | | Franz II.                         | Pius VII.                             | 20. Mai 1817     |
| 20. Mai 1817           | Aloys von Kaunitz-Rietberg                              | | Franz II.                         | Pius VII.                             | 27. Juni 1820    |
| 27. Juni 1820          | Anton von Apponyi                                       | | Franz II.                         | Pius VII.                             | 8. Jan. 1826     |
| 25. Jan. 1826          | Rudolf von Lützow                                       | (* 1780; † 1858) mit über 20 Jahren, war Rudolf von Lützow der dienstlängste österreichische Botschafter beim Heiligen Stuhl                                                                                  | Franz II.                         | Leo XII.                              | 1847             |
| 16. Mai 1848           | –                                                       | | Franz II.                         | Pius IX.                              | 31. Dez. 1848    |
| 31. Dez. 1848          | Moritz Esterházy de Galantha                            | | Franz Joseph I.                   | Pius IX.                              | 1856             |
| 25. Jan. 1856          | Franz de Paula von Colloredo-Wallsee                    | | Franz Joseph I.                   | Pius IX.                              | 1859             |
| 19. Juni 1859          | Alexander von Bach                                      | | Franz Joseph I.                   | Pius IX.                              | 29. Sep. 1865    |
| 29. Sep. 1865          | Alexander von Hübner                                    | | Franz Joseph I.                   | Pius IX.                              | 1867             |
| 13. Dez. 1867          | Albert von Crivelli                                     | (* 1816; † 1868) | Franz Joseph I.                   | Pius IX.                              | 2. Mai 1868      |
| 1867                   | Moritz Franz von Ottenfels-Geschwind                    | Gesandter (* 3. Juni 1820 in Wien; † 7. März 1907 in Golf-Juan) | Franz Joseph I.                   | Pius IX.                              |                  |
| 19. Sep. 1868          | Ferdinand von Trauttmansdorff-Weinsberg                 | | Franz Joseph I.                   | Pius IX.                              | 25. Apr. 1872    |
| 25. Apr. 1872          | Alois Kübeck von Kübau                                  | (* 1818; † 1873) | Franz Joseph I.                   | Pius IX.                              | 14. Mai 1873     |
| 1872                   | Raphael von Hübener                                     | Gesandter | Franz Joseph I.                   | Pius IX.                              |                  |
| 19. Nov. 1873          | Ludwig von Paar                                         | (* 26. März 1817; † 6. Januar 1893) hatte Michelangelo-Briefe besessen die Henriette Hertz erwarb. | Franz Joseph I.                   | Pius IX.                              | 14. Okt. 1888    |
| 29. Nov. 1888          | Friedrich Revertera von Salandra                        | | Franz Joseph I.                   | Leo XIII.                             | 29. Nov. 1901    |
| 29. Nov. 1901          | Nikolaus Szécsen von Temerin, Nicolò Szécsen di Temerin | | Franz Joseph I.                   | Leo XIII.                             | 23. Jan. 1911    |
| 25. März 1911          | Johann Prinz von Schönburg-Hartenstein                  | (* 1864; † 1937) | Franz Joseph I.                   | Pius X.                               | 11. Nov. 1918    |
| 1911                   | Moritz von Pálffy                                       | Gesandter | Franz Joseph I.                   | Pius X.                               |                  |
| 1918                   | Maurizio Pálffy di Erdöd                                | Geschäftsträger | Karl Renner                       | Benedikt XV.                          | 1920             |
| 1920                   | Ludwig von Pastor                                       | Geschäftsträger | Michael Mayr                      | Benedikt XV.                          | 1921             |
| 18. März 1928          | Ludwig von Pastor                                       | Gesandter | Ignaz Seipel                      | Pius XI.                              | 1928             |
| 1928                   | Rudolf Kohlruss                                         | Gesandter (* 1884; † 1959); Absolvent der Orientalischen Abteilung der Konsularakademie, zwischen 1908 und 1918 verschiedenen Balkankonsulaten Österreich-Ungarns zugeteilt, 1918 in Disponibilität gestellt. | Ignaz Seipel                      | Pius XI.                              | 1938             |
| 1946                   | Rudolf Kohlruss                                         | Gesandter | Leopold Figl                      | Pius XII.                             | 1951             |
| 30. Apr. 1952          | Bernhard Joseph Kripp                                   | Gesandter | Leopold Figl                      | Pius XII.                             | 1961             |
| 22. Sep. 1961          | Johannes Coreth                                         | Botschafter | Alfons Gorbach                    | Johannes XXIII.                       | 1966             |
| 20. Juni 1966          | Johannes Schwarzenberg                                  | Botschafter | Josef Klaus                       | Paul VI.                              | 1969             |
| 19. Juli 1969          | Hans Reichmann                                          | Botschafter; Österreichischer Vertreter beim Europarat, Botschafter | Josef Klaus                       | Paul VI.                              | 1974             |
| 16. Dez. 1974          | Gordian Gudenus                                         | Botschafter | Bruno Kreisky                     | Paul VI.                              | 1980             |
| 1980                   | Karl Diem                                               | Geschäftsträger | Bruno Kreisky                     | Johannes Paul II.                     | 1981             |
| 1981                   | Johannes Proksch                                        | Botschafter (* 15. August 1918); Dienstantritt am 1. April 1948, 1949–1951 Rom, 1953–1956 Belgrad | Bruno Kreisky                     | Johannes Paul II.                     | 1983             |
| 1983                   | Karl Diem                                               | Geschäftsträger | Fred Sinowatz                     | Johannes Paul II.                     | 1984             |
| 1984                   | Hans Pasch                                              | (* 4. Juli 1927 in Wien) 1970 Botschafter in Tunesien; 1979 Botschafter in Prag | Fred Sinowatz                     | Johannes Paul II.                     | 1988             |
| 1988                   | Georg Hohenberg                                         | | Fred Sinowatz                     | Johannes Paul II.                     | 1993             |
| 1994                   | Christoph Cornaro                                       | | Franz Vranitzky                   | Johannes Paul II.                     | 1997             |
| 1997                   | Gustav Ortner                                           | | Viktor Klima                      | Johannes Paul II.                     | 2000             |
| 2001                   | Walter Greinert                                         | | Wolfgang Schüssel                 | Johannes Paul II.                     | 2005             |
| 2005                   | Helmut Türk                                             | | Wolfgang Schüssel                 | Benedikt XVI.                         | 2006             |
| 18. Sep. 2006          | Martin Bolldorf                                         | | Wolfgang Schüssel                 | Benedikt XVI.                         | 2011             |
| 2011                   | Alfons M. Kloss                                         | [ 4 ] [ 5 ] | Werner Faymann                    | Benedikt XVI.                         | 2018             |
| 2018                   | Franziska Honsowitz-Friessnigg                          | Erste weibliche Botschafterin | Sebastian Kurz                    | Franziskus                            | 2022             |
| 2022                   | Marcus Bergmann                                         | | Karl Nehammer                     | Franziskus                            |                  |